# Кохан, Ребека
Ребека Кохан (или Кочан) (род. 28 апреля 1984, Лас-Вегас) — американская актриса.

## Биография
Актриса родилась в Лас-Вегасе 28 апреля 1984 года. Начала сниматься в возрасте 17 лет. Первая её роль была в фильме «Угрызения», где она исполнила роль второго плана. Фильм вышел в 2004 году.

## Фильмография
- «Угрызения» (2004)
- «Artistic License» (2005)
- «Экзорцизм» (2006)
- «Дракула: Заговор вампиров» (2006)
- «Пираты Острова Сокровищ» (2006)
- «Угрызения 2: В(л)ажные моменты» (2006)
- «Хэллоуин. Праздник смерти» (2006)
- «Когда звонит убийца» (2006)
- «Шоу уродов» (2007)
- «Вестники судного дня» (2008)
- «Повелители теней» (2009)
- «Угрызения 3: Всё, что вы можете съесть» (2009)
- «Угрызения 4: Театральный кружок» (2011)
- «Андеграундная комедия» (2011)
- «Угрызения 5: Отвязный уик-энд» (2012)